# Mateusz Wieteska
Mateusz Wieteska (Varsavia, 11 febbraio 1997) è un calciatore polacco, difensore del Kocaelispor, in prestito dal Cagliari, e della nazionale polacca.

## Caratteristiche tecniche
Di ruolo difensore centrale, può giocare sia nella difesa a 3 che in quella a 4. Abile nella marcatura e nel temporeggiare, sa farsi valere pure nel gioco aereo. Si distingue anche per le sue qualità nell'impostare il gioco.

## Carriera

### Club

#### Gli inizi in Polonia

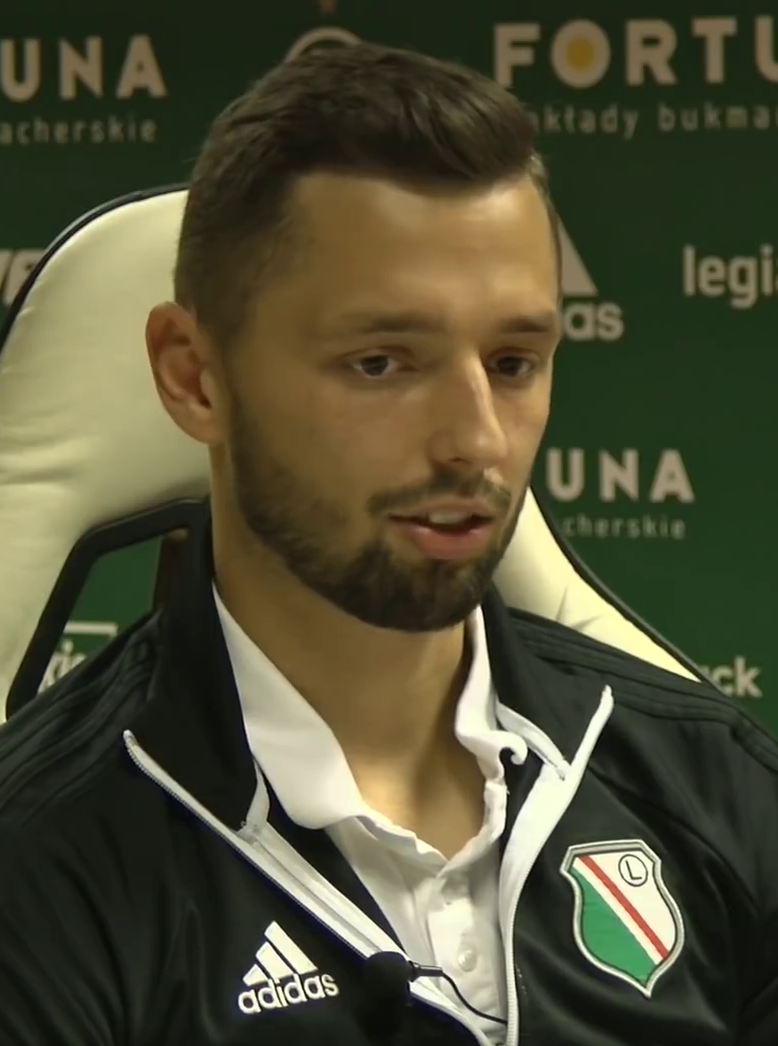
Wieteska nel 2018 alla Legia Varsavia

Cresciuto nelle giovanili del Legia Varsavia, ha esordito in prima squadra il 9 luglio 2014 in occasione del match di Superpuchar Polski perso 3-2 contro lo Zawisza Bydgoszcz.
Dopo oltre 150 presenze con la maglia del Legia Varsavia e una breve parentesi al Gornik Zabrze il 26 luglio 2022 Wieteska si trasferisce a titolo definitivo al Clermont Foot.

#### Clermont
Debutta con la sua nuova squadra il 6 agosto 2022, in occasione del match contro il PSG perso 5-0. Il 30 aprile 2023 durante la partita contro il Reims rimedia un cartellino rosso che lo costringe a stare fuori dai campi di gioco per 2 partite.

#### Cagliari

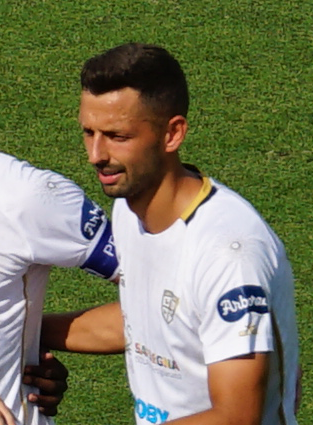
Wieteska, 2024

Dopo una buona stagione in Ligue 1, il 29 agosto 2023 viene ufficializzato il suo passaggio a titolo definitivo al Cagliari, in Serie A, con cui firma un contratto quadriennale. Il difensore debutta con il club sardo il 2 settembre seguente, partendo da titolare nella sfida di campionato in casa del Bologna: nell'occasione, serve a Zito Luvumbo l'assist per il gol del vantaggio, anche se la sua squadra subisce infine una sconfitta per 2-1.
La stagione successiva inizia nel migliore dei modi per lui, siglando un assist nel match valevole per la qualificazione agli ottavi di finale di Coppa Italia contro la Carrarese, poi vinto 3-1. Viene schierato titolare dall'allenatore Nicola in occasione del match contro la Roma qualche giorno dopo, poi finito 0-0. Tuttavia coi sardi ha trovato poco spazio e per questo è stato ceduto nel mercato invernale 2025.

#### Prestiti a PAOK e Kocaelispor
Il 22 gennaio 2025 viene ceduto in prestito al PAOK. Esordisce con i greci quattro giorni dopo, disputando da titolare la partita vinta per 1-0 contro l'APO Levadeiakos. Gioca da titolare tutte le restanti sette partite di campionato e le prime tre dei playoff per il titolo, mentre nelle ultime tre rimane in panchina, chiudendo al quarto posto la sua esperienza con gli ellenici.
Rientrato brevemente con i sardi, Il 30 luglio 2025 viene ceduto in prestito al Kocaelispor.

### Nazionale
Nel marzo 2022 viene convocato per la prima volta in nazionale maggiore, con cui esordisce il 14 giugno dello stesso anno nella sconfitta per 0-1 in Nations League contro il Belgio.
Convocato dal CT Czesław Michniewicz per disputare i Mondiali di Qatar 2022, in cui rimane in panchina per tutte le partite della sua nazionale.

## Statistiche

### Presenze e reti nei club
Statistiche aggiornate al 31 luglio 2025.
| Stagione                 | Squadra                  | Campionato               | Campionato | Campionato | Coppe nazionali | Coppe nazionali | Coppe nazionali | Coppe continentali | Coppe continentali | Coppe continentali | Altre coppe | Altre coppe | Altre coppe | Totale | Totale | Totale |
| Stagione                 | Squadra                  | Comp                     | Pres       | Reti       | Comp            | Pres            | Reti            | Comp               | Pres               | Reti               | Comp        | Pres        | Reti        | Pres   | Reti   |        |
| ------------------------ | ------------------------ | ------------------------ | ---------- | ---------- | --------------- | --------------- | --------------- | ------------------ | ------------------ | ------------------ | ----------- | ----------- | ----------- | ------ | ------ | ------ |
| 2014-2015                | Legia Varsavia           | EK                       | 2          | 0          | CP              | 0               | 0               | UCL+UEL            | 0                  | 0                  | SP          | 1           | 0           | 3      | 0      |        |
| 2015-gen. 2016           | Dolcan Ząbki             | 1L                       | 8          | 1          | CP              | 0               | 0               |                    | -                  | -                  |             | -           | -           | 8      | 1      |        |
| gen. 2016 -giu.2016      | Legia Varsavia           | EK                       | 0          | 0          | CP              | 0               | 0               |                    | -                  | -                  |             | -           | -           | 0      | 0      |        |
| 2016- gen. 2017          | Legia Varsavia           | EK                       | 2          | 0          | CP              | 0               | 0               | UCL                | 1                  | 0                  | SP          | 0           | 0           | 3      | 0      |        |
| 2016-gen. 2017           | Legia Varsavia II        | 3L                       | 12         | 3          | CP              | 0               | 0               |                    | -                  | -                  |             | -           | -           | 12     | 3      |        |
| gen.-giu. 2017           | Chrobry Głogów           | 1L                       | 14         | 3          | CP              | 0               | 0               |                    | -                  | -                  |             | -           | -           | 14     | 3      |        |
| 2017-2018                | Górnik Zabrze            | EK                       | 35         | 7          | CP              | 7               | 0               |                    | -                  | -                  |             | -           | -           | 42     | 7      |        |
| 2018-2019                | Legia Varsavia           | EK                       | 27         | 0          | CP              | 1               | 0               | UCL+UEL            | 4+2                | 0                  | SP          | 1           | 0           | 35     | 0      |        |
| 2019-2020                | Legia Varsavia           | EK                       | 28         | 1          | CP              | 5               | 1               | UEL                | 4                  | 1                  |             | -           | -           | 37     | 3      |        |
| 2020-2021                | Legia Varsavia           | EK                       | 18         | 1          | CP              | 4               | 0               | UCL+UEL            | 2+1                | 0                  | SP          | 1           | 0           | 26     | 1      |        |
| 2020-2021                | Legia Varsavia II        | 3L                       | 1          | 0          |                 | -               | -               |                    | -                  | -                  |             | -           | -           | 1      | 0      |        |
| Totale Legia Varsavia II | Totale Legia Varsavia II | Totale Legia Varsavia II | 13         | 3          |                 | 0               | 0               |                    | -                  | -                  |             | -           | -           | 13     | 3      |        |
| 2021-2022                | Legia Varsavia           | EK                       | 30         | 4          | CP              | 4               | 0               | UCL+UEL            | 6+8                | 0                  | SP          | 1           | 0           | 49     | 4      |        |
| 2022-lug. 2022           | Legia Varsavia           | EK                       | 2          | 0          | CP              | 0               | 0               |                    | -                  | -                  |             | -           | -           | 2      | 0      |        |
| Totale Legia Varsavia    | Totale Legia Varsavia    | Totale Legia Varsavia    | 109        | 6          |                 | 14              | 1               |                    | 28                 | 1                  |             | 4           | 0           | 155    | 8      |        |
| 2022-2023                | Clermont Foot            | L1                       | 35         | 0          | CF              | 0               | 0               |                    | -                  | -                  |             | -           | -           | 35     | 0      |        |
| giu.-ago. 2023           | Clermont Foot            | L1                       | 2          | 1          | CF              | 0               | 0               |                    | -                  | -                  |             | -           | -           | 2      | 1      |        |
| Totale Clermont Foot     | Totale Clermont Foot     | Totale Clermont Foot     | 37         | 1          |                 | 0               | 0               |                    | -                  | -                  |             | -           | -           | 37     | 1      |        |
| ago. 2023-2024           | Cagliari                 | A                        | 19         | 0          | CI              | 2               | 0               |                    | -                  | -                  |             | -           | -           | 21     | 0      |        |
| 2024-gen. 2025           | Cagliari                 | A                        | 5          | 0          | CI              | 2               | 0               |                    | -                  | -                  |             | -           | -           | 7      | 0      |        |
| Totale Cagliari          | Totale Cagliari          | Totale Cagliari          | 24         | 0          |                 | 4               | 0               |                    |                    |                    |             |             |             | 28     | 0      |        |
| gen.-giu. 2025           | PAOK                     | SL                       | 10         | 0          |                 | -               | -               |                    | -                  | -                  |             | -           | -           | 10     | 0      |        |
| Totale carriera          | Totale carriera          | Totale carriera          | 250        | 21         |                 | 25              | 1               |                    | 28                 | 1                  |             | 4           | 0           | 307    | 23     |        |

### Cronologia presenze e reti in nazionale
| Cronologia completa delle presenze e delle reti in nazionale ― Polonia | Cronologia completa delle presenze e delle reti in nazionale ― Polonia | Cronologia completa delle presenze e delle reti in nazionale ― Polonia | Cronologia completa delle presenze e delle reti in nazionale ― Polonia | Cronologia completa delle presenze e delle reti in nazionale ― Polonia | Cronologia completa delle presenze e delle reti in nazionale ― Polonia | Cronologia completa delle presenze e delle reti in nazionale ― Polonia | Cronologia completa delle presenze e delle reti in nazionale ― Polonia |
| Data                                                                   | Città                                                                  | In casa                                                                | Risultato                                                              | Ospiti                                                                 | Competizione                                                           | Reti                                                                   | Note                                                                   |
| ---------------------------------------------------------------------- | ---------------------------------------------------------------------- | ---------------------------------------------------------------------- | ---------------------------------------------------------------------- | ---------------------------------------------------------------------- | ---------------------------------------------------------------------- | ---------------------------------------------------------------------- | ---------------------------------------------------------------------- |
| 14-6-2022                                                              | Varsavia                                                               | Polonia                                                                | 0 – 1                                                                  | Belgio                                                                 | UEFA Nations League 2022-2023 - 1º turno                               | -                                                                      | 84’                                                                    |
| 16-11-2022                                                             | Varsavia                                                               | Polonia                                                                | 1 – 0                                                                  | Cile                                                                   | Amichevole                                                             | -                                                                      | 79’                                                                    |
| 10-9-2023                                                              | Tirana                                                                 | Albania                                                                | 2 – 0                                                                  | Polonia                                                                | Qual. Euro 2024                                                        | -                                                                      | 34’ 88’                                                                |
| 21-11-2023                                                             | Varsavia                                                               | Polonia                                                                | 2 – 0                                                                  | Lettonia                                                               | Amichevole                                                             | -                                                                      |                                                                        |
| 21-3-2025                                                              | Varsavia                                                               | Polonia                                                                | 1 – 0                                                                  | Lituania                                                               | Qual. Mondiali 2026                                                    | -                                                                      | 77’                                                                    |
| 24-3-2025                                                              | Varsavia                                                               | Polonia                                                                | 2 – 0                                                                  | Malta                                                                  | Qual. Mondiali 2026                                                    | -                                                                      | 46’                                                                    |
| Totale                                                                 |                                                                        | Presenze                                                               | 6                                                                      |                                                                        | Reti                                                                   | 0                                                                      |                                                                        |

| Cronologia completa delle presenze e delle reti in nazionale ― Polonia under 21 | Cronologia completa delle presenze e delle reti in nazionale ― Polonia under 21 | Cronologia completa delle presenze e delle reti in nazionale ― Polonia under 21 | Cronologia completa delle presenze e delle reti in nazionale ― Polonia under 21 | Cronologia completa delle presenze e delle reti in nazionale ― Polonia under 21 | Cronologia completa delle presenze e delle reti in nazionale ― Polonia under 21 | Cronologia completa delle presenze e delle reti in nazionale ― Polonia under 21 | Cronologia completa delle presenze e delle reti in nazionale ― Polonia under 21 |
| Data                                                                            | Città                                                                           | In casa                                                                         | Risultato                                                                       | Ospiti                                                                          | Competizione                                                                    | Reti                                                                            | Note                                                                            |
| ------------------------------------------------------------------------------- | ------------------------------------------------------------------------------- | ------------------------------------------------------------------------------- | ------------------------------------------------------------------------------- | ------------------------------------------------------------------------------- | ------------------------------------------------------------------------------- | ------------------------------------------------------------------------------- | ------------------------------------------------------------------------------- |
| 1-9-2017                                                                        | Gori                                                                            | Georgia under 21                                                                | 0 – 3                                                                           | Polonia under 21                                                                | Qual. Europeo Under-21 2019                                                     | -                                                                               |                                                                                 |
| 6-10-2017                                                                       | -                                                                               | Polonia under 21                                                                | 3 – 3                                                                           | Finlandia under 21                                                              | Qual. Europeo Under-21 2019                                                     | -                                                                               | 46’                                                                             |
| 10-10-2017                                                                      | Gargždai                                                                        | Lituania under 21                                                               | 0 – 2                                                                           | Polonia under 21                                                                | Qual. Europeo Under-21 2019                                                     | -                                                                               |                                                                                 |
| 10-11-2017                                                                      | Tórshavn                                                                        | Fær Øer under 21                                                                | 2 – 2                                                                           | Polonia under 21                                                                | Qual. Europeo Under-21 2019                                                     | -                                                                               |                                                                                 |
| 14-11-2017                                                                      | Gdynia                                                                          | Polonia under 21                                                                | 3 – 1                                                                           | Danimarca under 21                                                              | Qual. Europeo Under-21 2019                                                     | -                                                                               |                                                                                 |
| 27-3-2018                                                                       | -                                                                               | Polonia under 21                                                                | 1 – 0                                                                           | Lituania under 21                                                               | Qual. Europeo Under-21 2019                                                     | -                                                                               |                                                                                 |
| 7-9-2018                                                                        | Lubin                                                                           | Polonia under 21                                                                | 1 – 1                                                                           | Fær Øer under 21                                                                | Qual. Europeo Under-21 2019                                                     | -                                                                               |                                                                                 |
| 11-9-2018                                                                       | Helsinki                                                                        | Finlandia under 21                                                              | 1 – 3                                                                           | Polonia under 21                                                                | Qual. Europeo Under-21 2019                                                     | 2                                                                               |                                                                                 |
| 12-10-2018                                                                      | Aalborg                                                                         | Danimarca under 21                                                              | 1 – 1                                                                           | Polonia under 21                                                                | Qual. Europeo Under-21 2019                                                     | -                                                                               |                                                                                 |
| 16-10-2018                                                                      | Gdynia                                                                          | Polonia under 21                                                                | 3 – 0                                                                           | Georgia under 21                                                                | Qual. Europeo Under-21 2019                                                     | -                                                                               |                                                                                 |
| 16-11-2018                                                                      | Zabrze                                                                          | Polonia under 21                                                                | 0 – 1                                                                           | Portogallo under 21                                                             | Qual. Europeo Under-21 2019                                                     | -                                                                               |                                                                                 |
| 20-11-2018                                                                      | Chaves                                                                          | Portogallo under 21                                                             | 1 – 3                                                                           | Polonia under 21                                                                | Qual. Europeo Under-21 2019                                                     | -                                                                               |                                                                                 |
| 21-3-2019                                                                       | Bristol                                                                         | Inghilterra under 21                                                            | 1 – 1                                                                           | Polonia under 21                                                                | Amichevole                                                                      | -                                                                               | cap.                                                                            |
| 26-3-2019                                                                       | Grodzisk Wielkopolski                                                           | Polonia under 21                                                                | 0 – 2                                                                           | Serbia under 21                                                                 | Amichevole                                                                      | -                                                                               |                                                                                 |
| 16-6-2019                                                                       | Reggio Emilia                                                                   | Polonia under 21                                                                | 3 – 2                                                                           | Belgio under 21                                                                 | Europeo Under-21 2019 - 1º turno                                                | -                                                                               |                                                                                 |
| 19-6-2019                                                                       | Bologna                                                                         | Italia under 21                                                                 | 0 – 1                                                                           | Polonia under 21                                                                | Europeo Under-21 2019 - 1º turno                                                | -                                                                               |                                                                                 |
| 22-6-2019                                                                       | Bologna                                                                         | Spagna under 21                                                                 | 5 – 0                                                                           | Polonia under 21                                                                | Europeo Under-21 2019 - 1º turno                                                | -                                                                               | 66’                                                                             |
| Totale                                                                          |                                                                                 | Presenze                                                                        | 17                                                                              |                                                                                 | Reti                                                                            | 2                                                                               |                                                                                 |

## Palmarès

### Club

#### Competizioni nazionali
- Campionato polacco: 3

Legia Varsavia: 2016-2017, 2019-2020, 2020-2021